# Hubneria rustica
Hubneria rustica là một loài ruồi trong họ Tachinidae.